# Folt
Folt falu Romániában, Erdélyben, Hunyad megyében.

## Fekvése
A Maros jobb partján, Szászvárostól légvonalban kb. 7 km-re északnyugatra található.

## Története
Először 1316-ban, Folth néven említették. A 14. században katolikus falu volt, papjáról több oklevél is megemlékezik. Az innen származó Folti család több környező falut birtokolt. Megszakítás nélkül Hunyad vármegyéhez tartozott.
Református gyülekezetében utoljára az 1680-as–1690-es években tartottak vizitációkat. 1766-ban még anyaegyházat alkotott és 29 főből állt. Temploma egy 1772-es árvízben összedőlt. Legnagyobb birtokosa 1909-ben a magyar államkincstár volt.

## Népessége
- 1850-ben 357 lakosából 340 volt román és 17 cigány nemzetiségű; 352 ortodox vallású.
- 2002-ben 172 román nemzetiségű lakosából 154 volt ortodox és 17 adventista vallású.

## Híres emberek
- Itt született 1883. április 20-án Somkuthy József vezérezredes, honvédelmi miniszter.

## Jegyzetek

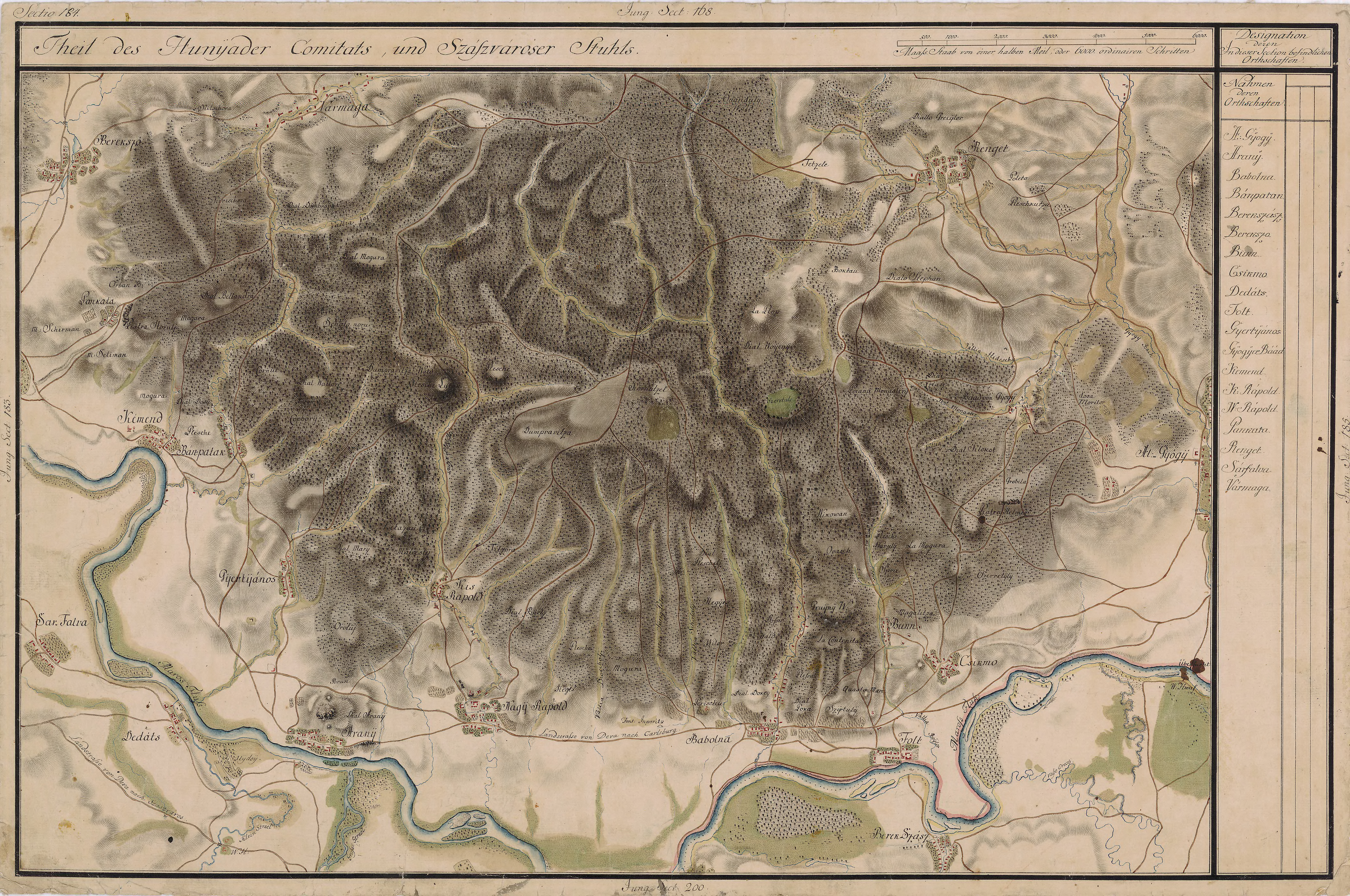
Folt környéke 1769-1773 között